# Valentín Soca
Valentín Soca Reyes (* 24. Juli 2002) ist ein uruguayischer Leichtathlet, der sich auf den Langstreckenlauf spezialisiert hat. 2023 wurde er Südamerikameister im 5000-Meter-Lauf.

## Sportliche Laufbahn
Erste sportliche Erfolge feierte Valentín Soca im Jahr 2019, als er bei den U20-Südamerikameisterschaften in Cali in 16:48,36 min den siebten Platz im 5000-Meter-Lauf belegte. 2021 belegte er bei den Südamerikameisterschaften in Lima in 8:50,33 min den neunten Platz im 3000-Meter-Lauf und gelangte mit 15:30,9 min auf Rang acht über 5000 Meter. Zudem belegte er mit der uruguayischen 4-mal-400-Meter-Staffel in 3:51,13 min den sechsten Platz. Im Jahr darauf gewann er bei den U23-Südamerikameisterschaften in Cascavel in 14:41,06 min die Silbermedaille über 5000 Meter hinter dem Bolivianer David Ninavia und über 10.000 Meter sicherte er sich in 30:44,32 min die Bronzemedaille hinter Ninavia und dem Peruaner Frank Lujan. Zudem begann er im selben Jahr ein Studium an der California Baptist University in den Vereinigten Staaten. 2023 siegte er in 13:55,42 min über 5000 Meter bei den Südamerikameisterschaften in São Paulo und kam über 10.000 Meter nicht ins Ziel. Anschließend schied er bei den Weltmeisterschaften in Budapest mit 14:16,15 min im Vorlauf über 5000 Meter aus.

## Persönliche Bestzeiten
- 3000 Meter: 8:36,6 min, 10. Dezember 2019 in Porto Alegre (uruguayischer U18-Rekord)
- 5000 Meter: 13:30,68 min, 14. April 2023 in Azusa
- 10.000 Meter: 28:34,34 min, 31. März 2023 in Palo Alto